# Saint-Géry (Dordonha)
Saint-Géry é uma comuna francesa na região administrativa da Nova Aquitânia, no departamento Dordonha. Estende-se por uma área de 18,82 km². Em 2010 a comuna tinha 239 habitantes (densidade: 12,7 hab./km²).